# 地海椒属
地海椒属（学名：Archiphysalis）是茄科下的一个属，为灌木或多年生草本植物。该属共有3种，分布于亚洲东部。